# Campeonato Mundial de Ajedrez 2006

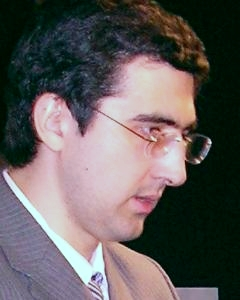

El Campeonato Mundial de Ajedrez 2006 fue un encuentro entre los retadores Vladímir Krámnik (Campeón del último Campeonato Mundial de Ajedrez Clásico) de Rusia y Veselin Topalov (Campeón del último Campeonato Mundial de Ajedrez de la FIDE). El torneo se jugó en Elistá, Rusia. El primer juego empezó el 23 de setiembre de 2006. El último juego empezó el 13 de octubre, con victoria de Krámnik. Krámnik ganó el match 8½-7½, manteniendo su condición de campeón número 14.

## Antecedentes
El Campeonato Mundial de Ajedrez 2006 fue un enfrentamiento largamente esperado por el mundo del ajedrez. Era, al fin, el torneo de la reunificación, tras el cisma del ajedrez provocado por Gari Kaspárov en 1993. Tras una serie de años en los que el campeón del mundo se determinaba en torneos con pocas partidas entre los contendientes y ritmos de juego rápidos, y de los que salieron los que se pueden llamar «campeones menores»: Jálifman, Anand, Ponomariov, Rustam Kasimdzhanov y Topálov. Por fin el campeón del mundo de ajedrez se iba a decidir en un torneo clásico, con 12 partidas, un ritmo de juego adecuado y dos grandes contendientes: Vladímir Krámnik y Veselin Topálov. El torneo no defraudó. Hubo de todo, partidas espectaculares, grandes errores y polémica extra ajedrecista. 

## El encuentro
El encuentro se decidió al mejor de doce partidas, contando las victorias 1 punto, los empates ½ punto, y las derrotas ninguno. Acabaría cuando un jugador llegue a 6½ puntos. Si el match acabara en un empate 6 a 6, se jugarán 4 partidas rápidas (25 minutos para cada uno, con incremento de 10 segundos por cada jugada). Si el empate persiste, se jugarán 2 partidas relámpago (5 minutos para cada uno, con incremento de 10 segundos por cada jugada). Si aún persiste el empate se jugará una partida de muerte súbita: el blanco tiene 6 minutos y el negro 5, pero el blanco debe ganar sin falta, ya que se considera victoria para el negro las tablas o victoria para el negro.
El primer control de tiempo era de 40 jugadas en 2 horas; luego, 20 jugadas en una hora; y finalmente, 15 minutos hasta el final de la partida con 30 segundos extra por cada jugada. No hay aplazamientos.
| Jugador          | 1 | 2 | 3 | 4 | 5 | 6 | 7 | 8 | 9 | 10 | 11 | 12 |  | 1 | 2 | 3 | 4 | Total |
| ---------------- | - | - | - | - | - | - | - | - | - | -- | -- | -- |  | - | - | - | - | ----- |
| Vladímir Krámnik | 1 | 1 | ½ | ½ | - | ½ | ½ | 0 | 0 | 1  | ½  | ½  |  | ½ | 1 | 0 | 1 | 8½    |
| Veselin Topalov  | 0 | 0 | ½ | ½ | 1 | ½ | ½ | 1 | 1 | 0  | ½  | ½  |  | ½ | 0 | 1 | 0 | 7½    |

El torneo comenzó con la ceremonia de apertura el 21 de septiembre del 2006 en Elistá (Kalmukia), una de las repúblicas de Rusia, y la tierra natal del Presidente de la FIDE Kirsán Iliumzhínov. Allí Iliumzhínov, había construido la «Ciudad del Ajedrez»; un complejo urbanístico dedicado a la práctica, promoción y estudio del ajedrez. Había dos modalidades de control de tiempo. La primera consistía en tres controles, uno primera de dos horas para cuarenta jugadas, el segundo era de una hora para 20 jugadas y el tercero eran 15 minutos para terminar la partida con 30 segundos adicionales por cada jugada que se hiciese. De esta manera no hay aplazamientos. La segunda consistía en hora y media para los primeros 40 movimientos y 15 minutos para terminar la partida con 30 segundos adicionales por cada jugada que se hiciese. Los jugadores podían elegir cualquiera de las dos modalidades, y escogieron la primera. Como los dos contendientes era «campeones del mundo» la bolsa de premios consistía en un millón de dólares ganase quien ganase.

### Partidas 1 - 4
|       |       |       |       |       |       |    |       |    |  |
|       | a8    | b8    | c8    | d8    | e8    | f8 | g8    | h8 |  |
| a7    | b7 rd | c7    | d7    | e7    | f7    | g7 | h7    |    |  |
| a6    | b6    | c6 nl | d6    | e6    | f6 pd | g6 | h6    |    |  |
| a5    | b5    | c5    | d5 pl | e5 pd | f5    | g5 | h5 kd |    |  |
| a4 rl | b4    | c4    | d4    | e4 nd | f4    | g4 | h4    |    |  |
| a3    | b3    | c3    | d3    | e3 pl | f3 pd | g3 | h3 pl |    |  |
| a2    | b2    | c2    | d2    | e2    | f2 pl | g2 | h2 kl |    |  |
| a1    | b1    | c1    | d1    | e1    | f1    | g1 | h1    |    |  |
|       |       |       |       |       |       |    |       |    |  |

El día 23 de septiembre se jugó la primera partida (Krámnik 1-0 Topalov). Se trató de un Gambito de dama, que terminaría siendo una Apertura catalana jugada con maestría tanto por parte de las blancas como de las negras. El Gambito de dama, en sus múltiples variantes fue la estrella del torneo. Topalov, fiel a su estilo, lanzó un fuerte ataque, demasiado arriesgado, y pronto cometió un error y cayó en una posición inferior que Krámnik supo aprovechar. Se apuntaba el primer punto y daba un golpe psicológico muy fuerte a Topalov.
El día 24 de septiembre se jugó la segunda partida (Topalov 0-1 Krámnik), la cual fue una de las más espectaculares del torneo. Es un Gambito de dama, variante Defensa eslava. Topalov lanza un ataque y pone a Krámnik contra las cuerdas. Krámnik se defiende agónicamente. El ataque en el flanco de rey de Topalov es demoledor. En la jugada 29 Topalov se deja comer la dama, cosa que Krámnik no hace ante el mate inminente. Los foros en los que se retransmite la partida están entusiasmados ante la violencia del ataque de Topalov. E, inexplicablemente, en la jugada 36 comete un error decisivo 32.Dg6+. Después de 32.... Ag7 no puede ganar, Topalov se hunde y termina perdiendo la partida. Es increíble que se le escapase la jugada ganadora: 36.Txg4+ Ag7 37.Dc7! ganando. Krámnik se ponía con dos puntos de ventaja en la segunda partida. 
|       |       |    |       |       |       |       |       |    |  |
|       | a8    | b8 | c8    | d8    | e8    | f8 rd | g8 kd | h8 |  |
| a7    | b7    | c7 | d7    | e7    | f7    | g7    | h7    |    |  |
| a6 pd | b6    | c6 | d6    | e6    | f6    | g6 pd | h6    |    |  |
| a5    | b5    | c5 | d5 pl | e5 pd | f5 pd | g5    | h5 pd |    |  |
| a4    | b4    | c4 | d4    | e4 pl | f4    | g4    | h4    |    |  |
| a3 pd | b3 rl | c3 | d3 ql | e3    | f3    | g3 pl | h3    |    |  |
| a2 qd | b2    | c2 | d2    | e2    | f2 pl | g2 kl | h2 pl |    |  |
| a1    | b1    | c1 | d1    | e1    | f1    | g1    | h1    |    |  |
|       |       |    |       |       |       |       |       |    |  |

El día 26 de septiembre se jugó la tercera partida (Krámnik ½ -½ Topalov). Se vuelve a la Apertura catalana. Topalov lo intenta todo para ganar, pero Krámnik se defiende magistralmente y en cuanto puede entrar en una línea de tablas no lo duda y logra milagrosamente empatar por jaque continuo (con menos de un minuto en su reloj). 
El día 27 de septiembre se jugó la cuarta partida (Topalov ½ -½ Krámnik). Topalov necesita ganar. Se entra en la Defensa Merano del Gambito de dama, y Topalov lanza un fortísimo ataque contra las negras, que se defienden con una precisión asombrosa. Topalov no puede conseguir ventaja, hace los cambios más arriesgados, pero al final solo puede conseguir tablas.

### Reclamación por fraude
Tras jugar la cuarta partida Topalov presenta una reclamación ante el Comité de Apelaciones. La cuestión es que Krámnik, durante las partidas, va demasiadas veces al baño, y el caso es que el servicio es el único sitio de todo el recinto de juego que no está vigilado ni por cámaras ni por inhibidores de aparatos electrónicos. No se llega a decir que Krámnik hiciese trampas y recibiese información en los servicios, pero se extiende la sospecha. Iliumzhínov está en Moscú cuando estalla la crisis. Será Silvio Danailov, el representante de Topalov en el torneo quien gestione la crisis. Danailov puede demostrar que Krámnik va un promedio de 50 veces al servicio por partida (que duran unas siete horas), y que en ocasiones va varias veces entre jugada y jugada. Danailov es capaz de demostrar esto porque tiene acceso a las cintas de vídeo que se supone custodiadas por la organización del torneo. El día 28, Topalov anuncia que abandonará el torneo si no se aclaran las sospechas. Danailov llega a demostrar que un porcentaje muy alto de las jugadas de Krámnik (más del 75% tras haberse salido de la teoría) se corresponden con la primera opción de Fritz (el programa de ajedrez más potente). 
Krámnik, que mide más de 1,90 metros, afirma que en sus paseos mientras piensa su área de descanso se le queda pequeña y que necesita ampliar el trayecto entrando en el servicio, a veces durante segundos. El Comité de Apelaciones da la razón a Topalov y determinan que en adelante se use un solo servicio para ambos jugadores. Pero en el contrato del torneo se especifica que cada jugador tendrá un servicio privado, y Krámnik no acepta la medida por considerarla parcial. En el fondo el Comité de Apelaciones acepta la sospecha de que Krámnik hace trampas. 
El día 29 de septiembre habría de jugarse la quinta partida (Krámnik 0-1 Topalov), pero comenzaría con 20 minutos de retraso; Krámnik llega a la sala de juego, comprueba que su baño está cerrado y se sienta en su sala de descanso. El reloj corre, y tras pasar una hora del comienzo de la partida le dan la partida por perdida por incomparecencia. Topalov suma su primera victoria. 
No es la primera vez que pasan estas cosas. El repertorio de acusaciones en los torneos mundiales es infinito: corbatas chillonas, bostezos a destiempo, brujos y parapsicólogos, acusaciones de pasar información en los yogures, etc., se encuentran en todos los torneos importantes. Cuando la concentración y la tranquilidad psicológica de un jugador es esencial cualquier distracción, incluso la más pueril, puede determinar la diferencia entre la victoria y la derrota. Hay que tratar de imponer la voluntad al rival no solo en el tablero, sino en cualquier aspecto del torneo. Eso ya es una victoria, aunque solo sea psicológica. Por otra parte, partidas por incomparecencias en torneos mundiales ya se habían dado. Bobby Fischer, en 1972 no se presentó a la segunda partida del match de Reikiavik, y aun así ganaría el campeonato a Boris Spassky. En 1975 Anatoli Kárpov ganaría su título de campeón del mundo por incomparecencia de Fischer. 

### Krámnik amenaza con abandonar
El día 29 la tensión en Elista está a punto de estallar. Krámnik amenaza con abandonar el encuentro, y la cosa parece ir en serio. La mayoría de los presentes apuestan porque el Mundial de la reunificación va a terminar de manera trágica. Nadie da su brazo a torcer, y los asuntos a resolver se complican. Ahora ya no es solo la cuestión de los servicios. Krámnik exige la destitución del Comité de Apelaciones por haber sido parcial, y no acepta la derrota en la quinta partida; que puede parecer injusta pero es legal.
El día 30 de septiembre ha de celebrarse la sexta partida, pero las espadas están en alto, y ante el temor de una segunda incomparecencia, y de que el problema se agrande aún más, se suspende el torneo. Desde Moscú Iliumzhínov pide un poco de cordura, y sale rápidamente para Elista. Las federaciones apoyan a sus jugadores, la rusa al Krámnik y la búlgara a Topalov. La élite del ajedrez comienza a hacer declaraciones, en general, poco favorables a Topalov. 
El día 1 todo parece perdido. Pocos apuestan por la reanudación del encuentro. Solo Iliumzhínov es capaz de sacar al campeonato del atolladero; y hace uso de sus argumentos pesados, los patrocinadores están descontentos: 

Se quejan de que no hay dinero para el ajedrez y luego montan este espectáculo.
Kirsán Iliumzhínov. Presidente de la FIDE

Se sabía que cada jugador recibiría un millón de dólares independientemente de quién ganase, pero ¿recibirían ese dinero si se retiraban? Eso es algo que no quedó claro. 

### Resolución
El asunto de los servicios se resuelve con facilidad, se volverían a abrir, pero el rival tendría derecho a inspeccionar el servicio antes y después de cada partida. El Comité de Apelaciones dimite en pleno para facilitar el acuerdo. Iliumzhínov nombra uno nuevo. Los dos escollos que habían generado la crisis estaban resueltos, pero aún estaba por resolver qué pasaba con el resultado de la quinta partida. Iliumzhínov anuncia que el campeonato se reanudaría el día 2, pero no queda claro si se reanuda en la quinta partida o en la sexta. En la cuestión de la quinta partida es imposible llegar a un acuerdo, y por fin Iliumzhínov toma una decisión, el torneo se reanudará el día 2 con la sexta partida y con el resultado de 3-2, es decir con la quinta partida perdida para Krámnik.

### Partidas 6 - 12
El día 2 de octubre la tensión era palpable, pero Krámnik comenzó a jugar la sexta partida reservándose el derecho de reclamar el resultado de la quinta. Cuatro días después el torneo iba a continuar. La sexta partida (Topalov ½ -½ Krámnik) es otro Gambito de dama, defensa eslava, en la que ni Topalov ni Krámnik pueden conseguir ventaja y termina en tablas. 
El día 4 de octubre se juega la séptima partida (Topalov ½ -½ Krámnik), la primera de la segunda ronda en la que se cambian los colores, y Topalov vuelve a jugar con blancas. Se trata de otro Gambito de dama, defensa eslava, con una posición muy igualada en la que nadie puede ganar. Después de todo, parece que Topalov no ha podido quebrar la estabilidad psicológica de Krámnik y este continúa jugando un ajedrez impecable, y saliendo con bien de todos los ataques del impulsivo Topalov. 
|       |       |       |       |       |       |       |    |    |  |
|       | a8 rd | b8    | c8    | d8    | e8    | f8    | g8 | h8 |  |
| a7    | b7 rl | c7    | d7 nd | e7    | f7    | g7    | h7 |    |  |
| a6    | b6    | c6    | d6 kd | e6 pd | f6    | g6    | h6 |    |  |
| a5 pd | b5    | c5    | d5 nd | e5    | f5 pd | g5    | h5 |    |  |
| a4 pl | b4    | c4    | d4    | e4    | f4 pl | g4    | h4 |    |  |
| a3    | b3 pl | c3    | d3    | e3 pl | f3 kl | g3 pd | h3 |    |  |
| a2    | b2    | c2    | d2    | e2    | f2    | g2 pl | h2 |    |  |
| a1    | b1    | c1 rl | d1    | e1    | f1    | g1    | h1 |    |  |
|       |       |       |       |       |       |       |    |    |  |

El día 5 de octubre se juega la octava partida (Krámnik 0-1 Topalov) y salta la sorpresa. Se trata de la Defensa Merano del Gambito de dama. Topalov escoge una variante que la teoría da como muy inferior. De pronto, con la jugada 15.... Da5 las blancas se encuentran medio perdidas. La partida se convierte en otra de las más emocionantes del torneo. La única opción razonable es cambiar los dos caballos por una torre. El resto de la partida es un sufrimiento para Krámnik. Los dos caballos colocados en el centro son mucho mejores que la torre, y Krámnik debe entregar el rey en la jugada 52 ante una red de mate inevitable. Cuando todo el mundo creía que Topalov no ganaría ninguna partida logra empatar el encuentro, eso sí, con la espada de Damocles de la quinta partida permanentemente sobrevolando el encuentro. 
El día 7 de octubre se juega la novena partida (Topalov 1-0 Krámnik). De nuevo se juega la defensa eslava del Gambito de dama. Topalov lanza un arriesgado ataque con todos los peones en el ala de rey, antes incluso de enrocarse. Krámnik va perdiendo ventaja poco a poco y da la partida por perdida en la jugada 39 en una posición desesperada. Contra todo pronóstico Topalov se ponía un punto por delante. 
|       |       |    |       |       |       |       |       |    |  |
|       | a8    | b8 | c8    | d8 bd | e8 qd | f8 rd | g8 kd | h8 |  |
| a7 rl | b7    | c7 | d7    | e7    | f7 pd | g7 pd | h7 pd |    |  |
| a6 bd | b6 rd | c6 | d6    | e6    | f6    | g6    | h6    |    |  |
| a5 pd | b5 nl | c5 | d5 pd | e5 nl | f5    | g5    | h5    |    |  |
| a4 pl | b4    | c4 | d4 pl | e4 nd | f4 bl | g4    | h4    |    |  |
| a3    | b3    | c3 | d3    | e3    | f3    | g3 pl | h3    |    |  |
| a2    | b2 pl | c2 | d2    | e2 ql | f2 pl | g2    | h2 pl |    |  |
| a1 rl | b1    | c1 | d1    | e1    | f1    | g1 kl | h1    |    |  |
|       |       |    |       |       |       |       |       |    |  |

El día 8 de octubre se juega la décima partida (Krámnik 1-0 Topalov). Krámnik se encuentra en una situación psicológica difícil. Tras conseguir dos puntos de ventaja en las dos primeras partidas ahora está un punto por debajo, y después de haber pasado todo el episodio de los servicios. Se juega una Apertura catalana en la que las cosas están muy equilibradas. Pero en la jugada 24 (24.... f6) Topalov se deja dar un doble de caballo (25.Cd7) que le cuesta un peón y la partida. La emoción volvía al torneo. Krámnik lograba empatar. 
El día 10 de octubre se juega la undécima partida (Topalov ½ -½ Krámnik). Se vuelve a la defensa eslava del Gambito de Dama. Topalov lanza un ataque pero no consigue nada ante la perfecta defensa de Krámnik. La partida termina en tablas, y solo queda una partida.
El día 12 de octubre se juega la duodécima y última partida (Krámnik ½ -½ Topalov). Otra vez la variante eslava del Gambito de Dama. A pesar de los intentos de ambos por desequilibrar la partida no se consigue nada. Al final han de firmarse una tabla. El torneo está empatado.

### Desempate
El desempate se juega el día 13 de octubre, a un ritmo mucho más rápido que el resto del torneo. Se han de jugar 4 partidas. Cada partida debe de resolverse en 25 minutos con un incremento de 10 segundos por jugada. En caso de empate en esta serie se jugarán otras dos partidas a 5 minutos más 10; y si persistiese el empate se jugaría una partida a muerte súbita, con seis minutos para las blancas y cinco minutos para las negras, pero con obligación del blanco de ganar. Con las tablas se proclamaría campeón el que llevase las negras.
En la primera partida (Topalov ½ -½ Krámnik) del desempate vuelve a entrar en los dominios de la defensa eslava del Gambito de Dama. El equilibrio se impone en la mayor parte de la partida y termina en tablas.
La segunda partida (Krámnik 1-0 Topalov) es una defensa antimerano del Gambito de dama. Krámnik conduce la partida de manera magistral. Poco a poco incrementa su ventaja y se anota un punto espectacular. 
|       |       |       |    |       |       |       |       |    |  |
|       | a8    | b8    | c8 | d8    | e8    | f8    | g8    | h8 |  |
| a7 rd | b7    | c7 kd | d7 | e7    | f7 pd | g7 pd | h7 pd |    |  |
| a6 pl | b6 rl | c6    | d6 | e6 pd | f6    | g6 bd | h6    |    |  |
| a5 rl | b5    | c5 pl | d5 | e5    | f5    | g5    | h5    |    |  |
| a4    | b4    | c4    | d4 | e4    | f4    | g4    | h4    |    |  |
| a3    | b3    | c3    | d3 | e3 kl | f3 pl | g3    | h3    |    |  |
| a2    | b2    | c2 rd | d2 | e2    | f2    | g2 pl | h2 pl |    |  |
| a1    | b1    | c1    | d1 | e1    | f1 bl | g1    | h1    |    |  |
|       |       |       |    |       |       |       |       |    |  |

La tercera partida (Topalov 1-0 Krámnik) es una defensa eslava del Gambito de dama trepidante. Topalov, con necesidad de ganar, lanza un brillante ataque en el flanco de rey que obliga a Krámnik a entregar primero la dama y luego la partida. Todo vuelve a estar empatado.
La cuarta partida (Krámnik 1-0 Topalov) entra en la variante Merano del Gambito de dama. El juego de Krámnik es perfecto y tras impedir el enroque del negro en la jugada 15 el negro se encuentra en una posición muy difícil. El blanco consigue dos peones pasados en el flanco de dama y gana la partida de forma inapelable luego de que Topalov cometiera un error garrafal en la jugada 44. Krámnik se proclama campeón del mundo.
El Campeonato Mundial de Ajedrez 2006 pasó a la Historia del ajedrez tanto por ser el campeonato que puso fin al cisma del ajedrez, como por su polémica, como por el gran juego demostrado, como lo demuestra las pocas tablas a las que se llegaron, y todas ellas tablas tras un gran juego.[cita requerida]